# Chironia tetragona
Chironia tetragona är en gentianaväxtart som beskrevs av Carl von Linné d.y.. Chironia tetragona ingår i släktet Chironia och familjen gentianaväxter. Inga underarter finns listade i Catalogue of Life.